# Kiri Kasama
Kiri Kasama es una localidad del estado de Jigawa, en Nigeria, con una población estimada en marzo de 2016 de 257 400 habitantes.
Se encuentra ubicada al norte del país, cerca de la frontera con la región de Zinder de Níger.